# Paul Cunningham
Paul Cunningham (født 1969 i Orsett) er en engelsk kok. Han har siden 2012 været køkkenchef på den tostjernede restaurant Henne Kirkeby Kro i Henne Kirkeby. Fra 2003 til 2011 drev han The Paul i Tivoli. På begge restauranter er han blevet belønnet med Michelinstjerner. Han har også arbejdet på Formel B.